# ルクセンブルク共産党
ルクセンブルク共産党（ルクセンブルクきょうさんとう、ルクセンブルク語: Kommunistesch Partei vu Lëtzebuerg、仏: Parti Communiste Luxembourgeois、独: Kommunistische Partei Luxemburgs 略称: KPL、PCL）は、ルクセンブルクの政党である。
現在の党首は、アリ・ルケットである。

## 歴史
1921年1月2日、ニーダーコルンにルクセンブルク最古の政党の一つとして成立した。1937年にジョゼフ・ベッシュ内閣は、共産党を禁止することを目的に「マズル法（ルクセンブルク語: "Maulkuerfgesetz"）」と呼ばれる法を制定しようとした。この法は国民投票によって成立が見送られることとなった。
第二次世界大戦後に開かれた総選挙においてルクセンブルク共産党は11.1％の票を獲得し、1945年から1947年に組織された国民統一政府に参加した。最初に大臣に就任したのはシャルル・マルクスで、彼が自動車事故で1946年に死亡した後はドミニク・アーバニーが務めた。しかし1947年、連合の一角を担っていたルクセンブルク社会主義労働者党の指導者ピエール・ケレーが死亡したことで、この統一政府は崩壊した。次の組閣からルクセンブルク共産党は締め出されてしまい、再び内閣に党員が参加することはなかった。
1964年に、アメリカ合衆国国務省はルクセンブルク共産党の党員数を約500人と見積もった。同年に開かれた総選挙において、ルクセンブルク共産党は10.4％の票を獲得し、全56議席の代議院の内5議席を獲得した。ルクセンブルク共産党は次に開催された1968年総選挙において、過去最高議席を獲得（6議席）を獲得したが、その後は議席を失い続け、1994年総選挙にて遂にすべての議席を失った。さらに同年、党のマルクス＝レーニン主義路線に反対する党内のメンバーが離反し、革命社会党の一部の党員と共に新左翼党（ルクセンブルク語: Nei Lénk）を新たに結成した。
1999年、ルクセンブルク共産党と新左翼党は左翼党（ルクセンブルク語: Déi Lénk）の結成に合意した。左翼党は両党のメンバーを吸収し独立、そのためルクセンブルク共産党の党員は左翼党の党員として1999年・2000年の選挙に参加、ルクセンブルク共産党の党員として参加した者はいなかった。しかし、2004年総選挙の直前に左翼党の多数派と旧ルクセンブルク共産党の党員との間で論争が発生、ルクセンブルク共産党は再び独立した名簿で参戦した。その後、多くの旧左翼党党員がルクセンブルク共産党から追放された。

## 選挙歴
| 選挙年 | 得票数  | 得票率 | 議席数 | 全体の議席数 | 前回比   |
| ------ | ------- | ------ | ------ | ------------ | -------- |
| 1922年 | 6,976   | 1.0％  | 0 / 25 | 0 / 48       | 増減なし |
| 1925年 | 15,443  | 0.9%   | 0 / 47 | 0 / 47       | 増減なし |
| 1928年 | ー      | ー     | 0 / 28 | 0 / 52       | 増減なし |
| 1931年 | 6,264   | 0.7％  | 0 / 27 | 0 / 54       | 増減なし |
| 1934年 | 70,940  | 5.2%   | 1 / 29 | 1 / 54       | １       |
| 1937年 | ー      | ー     | 0 / 26 | 0 / 55       | １       |
| 1945年 | 295,701 | 11.1％ | 5 / 51 | 5 / 51       | ５       |
| 1948年 | 195,956 | 14.3%  | 4 / 26 | 5 / 51       | 増減なし |
| 1951年 | 35,662  | 3.2%   | 0 / 26 | 4 / 52       | １       |
| 1954年 | 211,171 | 7.3%   | 3 / 52 | 3 / 52       | １       |
| 1959年 | 220,425 | 7.2%   | 3 / 52 | 3 / 52       | 増減なし |
| 1964年 | 330,909 | 10.4%  | 5 / 56 | 5 / 56       | ２       |
| 1968年 | 402,610 | 13.1%  | 6 / 56 | 6 / 56       | １       |
| 1974年 | 314,635 | 8.8%   | 5 / 59 | 5 / 59       | １       |
| 1979年 | 177,286 | 4.9%   | 2 / 59 | 2 / 59       | ３       |
| 1984年 | 165,960 | 4.4%   | 2 / 64 | 2 / 64       | 増減なし |
| 1989年 | 157,608 | 4.4%   | 1 / 60 | 1 / 60       | １       |
| 1994年 | 57,646  | 1.7%   | 0 / 60 | 0 / 60       | １       |
| 1999年 | 110,274 | 3.3%   | 1 / 60 | 1 / 60       | １       |
| 2004年 | 35,524  | 0.9%   | 0 / 60 | 0 / 60       | １       |
| 2009年 | 49,108  | 1.4%   | 0 / 60 | 0 / 60       | 増減なし |
| 2013年 | 53,669  | 1.6%   | 0 / 60 | 0 / 60       | 増減なし |
| 2018年 | 44,916% | 1.3%   | 0 / 60 | 0 / 60       | 増減なし |

1. 1 2 3 4 5 6 7  この選挙では、総議席の半分のみが選挙にかけられた。
2. ↑  左翼党としての選挙結果。